# Sacca Indiana
Una sacca Indiana è una diversione urinaria, creata chirurgicamente, utilizzata per realizzare un contenitore che consenta di immagazzinare ed eliminare l'urina nei pazienti a cui è stata rimossa la vescica urinaria a causa di cancro alla vescica, esenterazione pelvica, estrofia vescicale o che non sono continenti a causa di una vescica neurogena congenita. Questa particolare diversione urinaria si traduce in un serbatoio continente che il paziente deve cateterizzare periodicamente per svuotare l'urina. Questo concetto e questa tecnica sono stati sviluppati dai dottori Mike Mitchell, Randall Rowland e Richard Bihrle all'Università dell'Indiana.

## Descrizione
Con questo tipo di chirurgia, viene creato un serbatoio o una sacca da circa 60 cm del colon ascendente e da una porzione dell'ileo (una parte dell'intestino tenue). Gli ureteri vengono rimossi chirurgicamente dalla vescica e riposizionati per drenare in questa nuova sacca. La fine del segmento dell'intestino tenue viene messa in evidenza attraverso una piccola apertura nella parete addominale chiamata stomia. Poiché viene utilizzato un segmento che comprende l'intestino crasso e quello piccolo, anche in questo nuovo sistema è inclusa la valvola ileocecale. Questa è una valvola unidirezionale situata tra intestino tenue e crasso. Questa valvola normalmente impedisce il passaggio di batteri e materiale digerito di rientrare nell'intestino tenue. Inizialmente, si pensava che la rimozione della valvola ileocecale dal tratto digestivo avrebbe probabilmente comportato diarrea, ma questo non ha dimostrato di essere il caso. Dopo un periodo di diverse settimane, il corpo si adatta all'assenza di questa valvola (dal tratto digestivo) assorbendo più liquidi e sostanze nutritive. È importante sottolineare che questa valvola, nella sua nuova capacità, ora impedirà efficacemente la fuga di urina dallo stoma. Il passaggio del condotto attraverso la parete addominale consente al muscolo retto dell'addome di aiutare la continenza. 

### Ripristino e funzione
L'intervento chirurgico stesso insieme al tempo di recupero dipende dal paziente. La chirurgia robotica può richiedere circa 6-12 ore. La degenza del paziente in ospedale può richiedere 7-10 giorni se non si presentano complicazioni. A seconda del tipo di intervento chirurgico, l'incisione addominale per questo intervento può essere lunga fino a 20 cm ed è in genere chiusa con graffette all'esterno e diversi strati di punti dissolvibili all'interno. Dopo l'intervento chirurgico, i pazienti avranno tre tubi di drenaggio mentre i tessuti guariscono: uno attraverso lo stoma appena creato, uno attraverso un'altra apertura temporanea nella parete addominale nella sacca e un tubo SP (per drenare il liquido addominale post-chirurgico non specifico). In ospedale, il tubo SP e le graffette esterne verranno rimossi, dopo alcuni giorni. I restanti due tubi saranno collegati ciascuno ai sacchi di raccolta indossati su ciascuna gamba e il paziente viene solitamente inviato a casa in questo modo. Dopo una guarigione sufficiente e la visita di un altro medico, il tubo verrà rimosso dallo stoma. Il paziente inizierà ora a cateterizzare la sacca ogni due ore. Dal momento che un altro tubo rimarrà al suo posto, i pazienti possono ancora dormire tutta la notte, dal momento che un sacco di raccolta più grande viene collegato a quel tubo durante la notte. Dopo circa un mese, i pazienti torneranno in ospedale per una radiografia speciale. Verrà inserito un colorante nella sacca per verificare che non vi siano perdite di urina. Se non vi sono perdite, quest'ultimo tubo verrà rimosso. Il tempo di svuotamento ora può essere aumentato a 3 ore, tuttavia il paziente dovrà svegliarsi durante la notte (ogni 3 ore) per svuotare la sacca. Nel tempo, il tempo di svuotamento può essere aumentato fino a 4-6 ore. Per ridurre il potenziale di infezione e il deterioramento della sacca, è meglio continuare a cateterizzare ogni 3-4 ore. La sacca continuerà a espandersi e raggiungerà la sua dimensione finale a circa sei mesi dall'intervento. La sacca conterrà quindi fino a 1 200 centimetri cubi (cc). A seconda degli ordini del medico, ogni giorno potrebbe essere necessario irrigare la sacca con 60 cc di acqua sterile per rimuovere muco, sali e batteri dalla membrana. Possono essere necessari 6-12 mesi affinché il corpo si adatti completamente alla sacca Indiana.

### Vantaggi
Contrariamente ad altre tecniche di diversione urinaria, come l'urostomia, la sacca Indiana ha il vantaggio di non utilizzare una sacca esterna da applicare sull'addome per conservare l'urina mentre viene creata all'interno del corpo. L'urina viene drenata attraverso una piccola stomia che è appena visibile. Ciò può comportare una migliore immagine corporea e opzioni di abbigliamento più ampie. Inoltre, non ci sarà la preoccupazione che un presidio medico per urostomia esterna si stacchi e perda liquido. La sacca Indiana richiederà cateteri sterili da inserire nello stoma per drenare l'urina ogni 3-4 ore. Per evitare una possibile infezione, occorre utilizzare sempre un nuovo catetere sterile e non riutilizzarlo. Come per i presidi per urostomia, il costo dei cateteri può essere significativo, anche se in Italia vengono forniti gratuitamente dal Servizio sanitario nazionale. Anche se, in particolare, la sacca Indiana è l'opzione più praticabile per mantenere uno stile di vita simile a prima dell'intervento chirurgico a causa della capacità di muoversi liberamente senza la paura di rompere una sacca esterna oltre alla capacità di continuare la maggior parte delle attività praticate in precedenza. 

### Trattamento
La chirurgia della sacca Indiana può essere eseguita in pazienti molto giovani, purché comprendano come cateterizzare la sacca e possano svuotarla secondo un determinato programma. La chirurgia della sacca Indiana ha avuto anche successo nei pazienti di età avanzata, purché siano in grado di svuotare e irrigare la sacca secondo il programma consigliato. Alcuni pazienti, dopo aver avuto un condotto ileale, che richiede un apparecchio esterno, hanno optato per la sacca Indiana, come chirurgia elettiva. Un tale intervento è di solito raccomandato, se possibile, poiché è stato documentato che la sacca Indiana può ridurre la possibilità di danni ai reni perché gli ureteri sono riposizionati più in basso nell'addome. Questo posizionamento riduce il possibile reflusso di urina ai reni.

### Possibili complicazioni ed effetti collaterali
I pazienti che hanno una sacca Indiana corrono il rischio di infezioni da stomia, difficile cateterizzazione, dolore intorno alla stomia, calcoli e perdite. Anche questo tipo di diversione urinaria provoca cambiamenti metabolici immediati che possono dare un'ampia gamma di sintomi da diarrea, carenza di vitamina B12, anomalie degli elettroliti, metabolismo epatico e possibile deterioramento della salute delle ossa. Nel corso della vita della sacca Indiana, il portatore deve controllare attentamente la funzionalità renale.